# Église Notre-Dame de Montagnac-sur-Auvignon
Pour les articles homonymes, voir Église Notre-Dame.
L'église Notre-Dame, ou Notre-Dame-de-l'Assomption, est une église catholique située à Montagnac-sur-Auvignon, en France.

## Localisation
L'église Notre-Dame est située au cœur du bourg de Montagnac-sur-Auvignon, dans le département français de Lot-et-Garonne.

## Historique

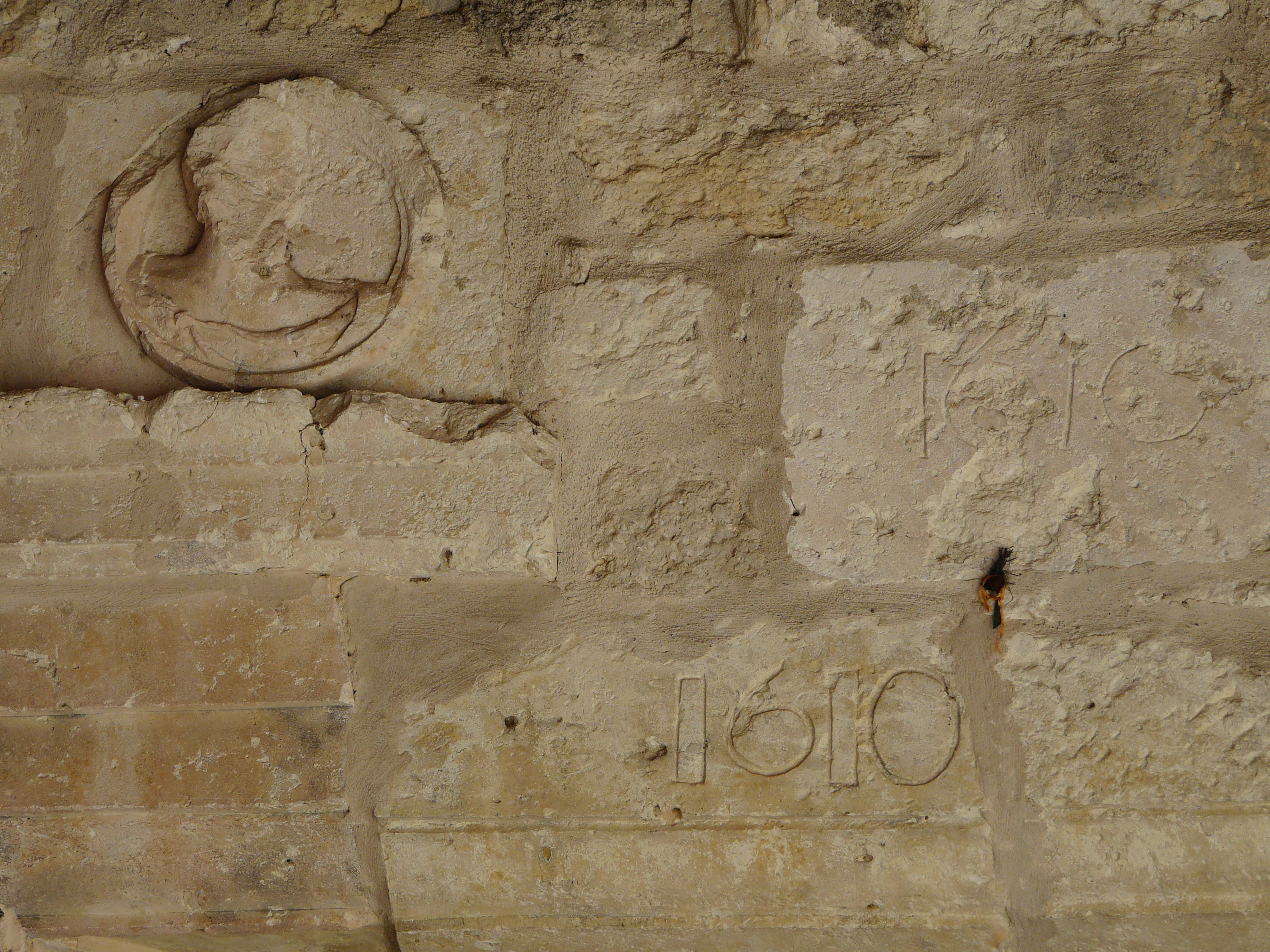
Date 1610 gravée au-dessus du portail.

L'église actuelle a été reconstruite au début du XVIe siècle à l'emplacement d'une église antérieure, datant probablement du XIIIe siècle. Le clocher, une partie de la nef sur lesquels se voient des traces d'ogives, les piliers de la nef et la porte sud datent de la reconstruction. En 1569, lors des guerres de religion, elle est en grande partie détruite par les troupes protestantes de Montgommery. Des réparations datées de 1610 sont effectuées. La flèche du clocher en pierre est détruite en 1781 par la foudre,.
Au XIXe siècle, de nombreuses modifications sont apportées à l'édifice : en 1838, l'église s'agrandit d'un nouveau chœur construit à l'emplacement du cimetière déplacé en 1835 ; la nouvelle sacristie est édifiée en 1840 ; des lambris de couvrement sont posés en 1843 ; les maisons attenantes à l'église sont détruites au milieu du XIXe siècle ; des extensions sont réalisées en 1862 ; trois baies sont ouvertes dans le mur sud de la nef vers 1870. Léopold Payen envisage la reconstruction de la flèche en 1869, mais son projet n'est pas retenu.
L'édifice est inscrit au titre des monuments historiques le 3 octobre 1929.

## Architecture
L'église n'est pas orientée est-ouest mais est-sud-est/ouest-nord-ouest. À l'ouest domine un clocher-beffroi carré, flanqué d'une tourelle. À son pied, côté sud, un auvent protège le portail, au-dessus duquel est gravée la date de 1610. Sous le clocher se trouve la chapelle du baptistère. Côté nord, la nef est agrémentée de trois chapelles latérales peu profondes voûtées d'ogives. Elle est prolongée d'un avant-chœur et du chœur formant une abside hémicirculaire.

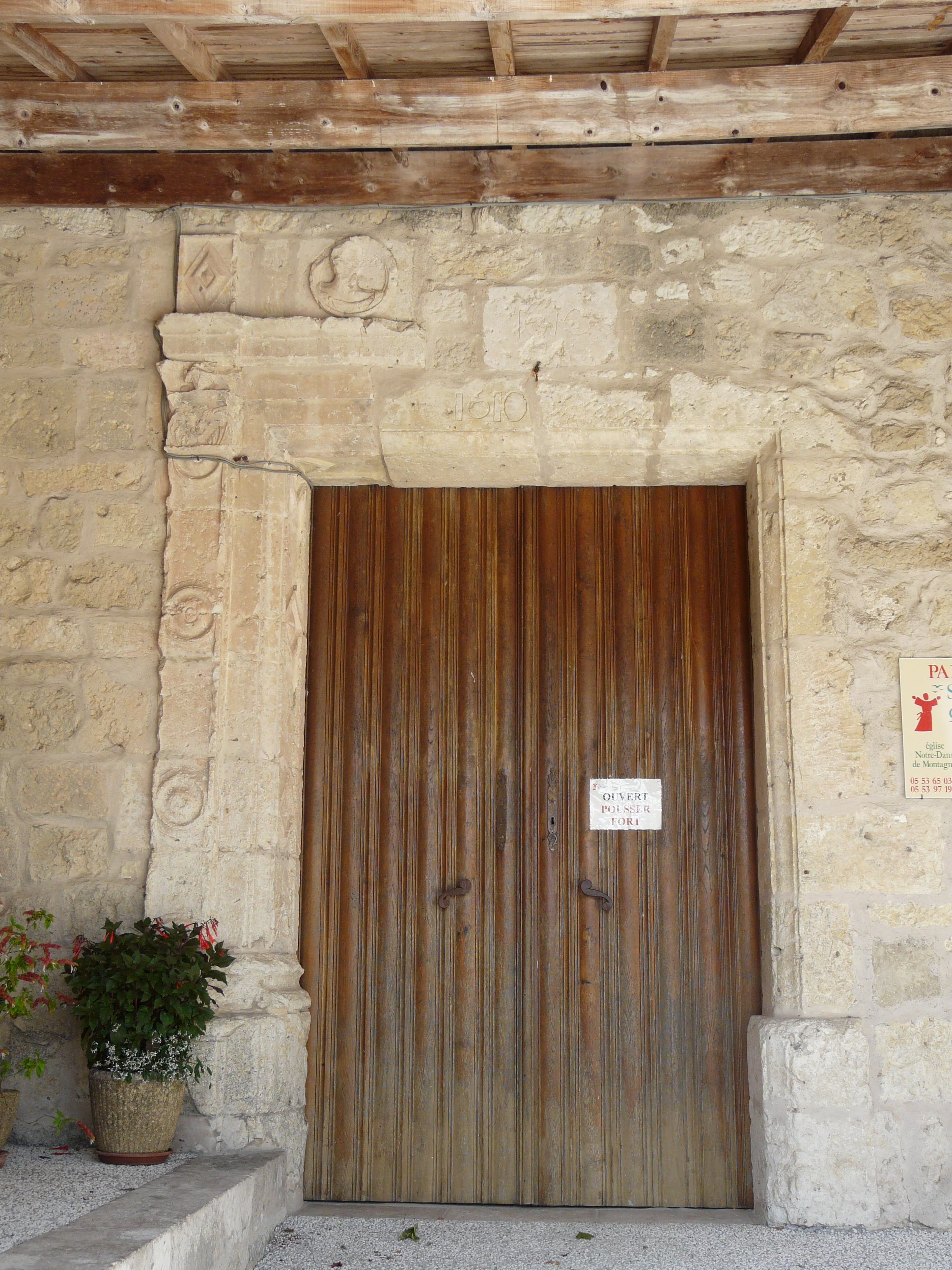
Le portail
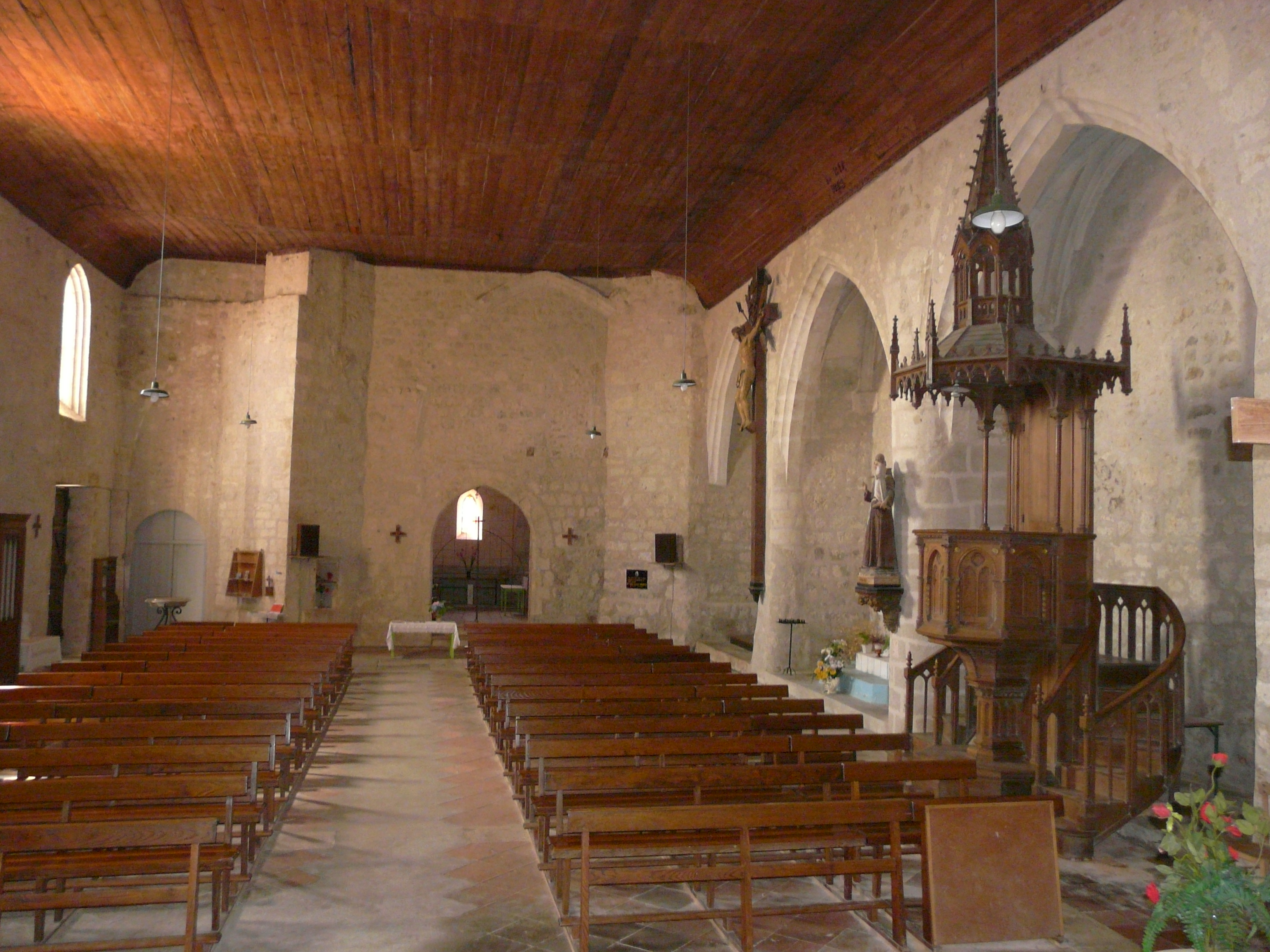
La chaire, la nef et les trois chapelles latérales du mur nord.
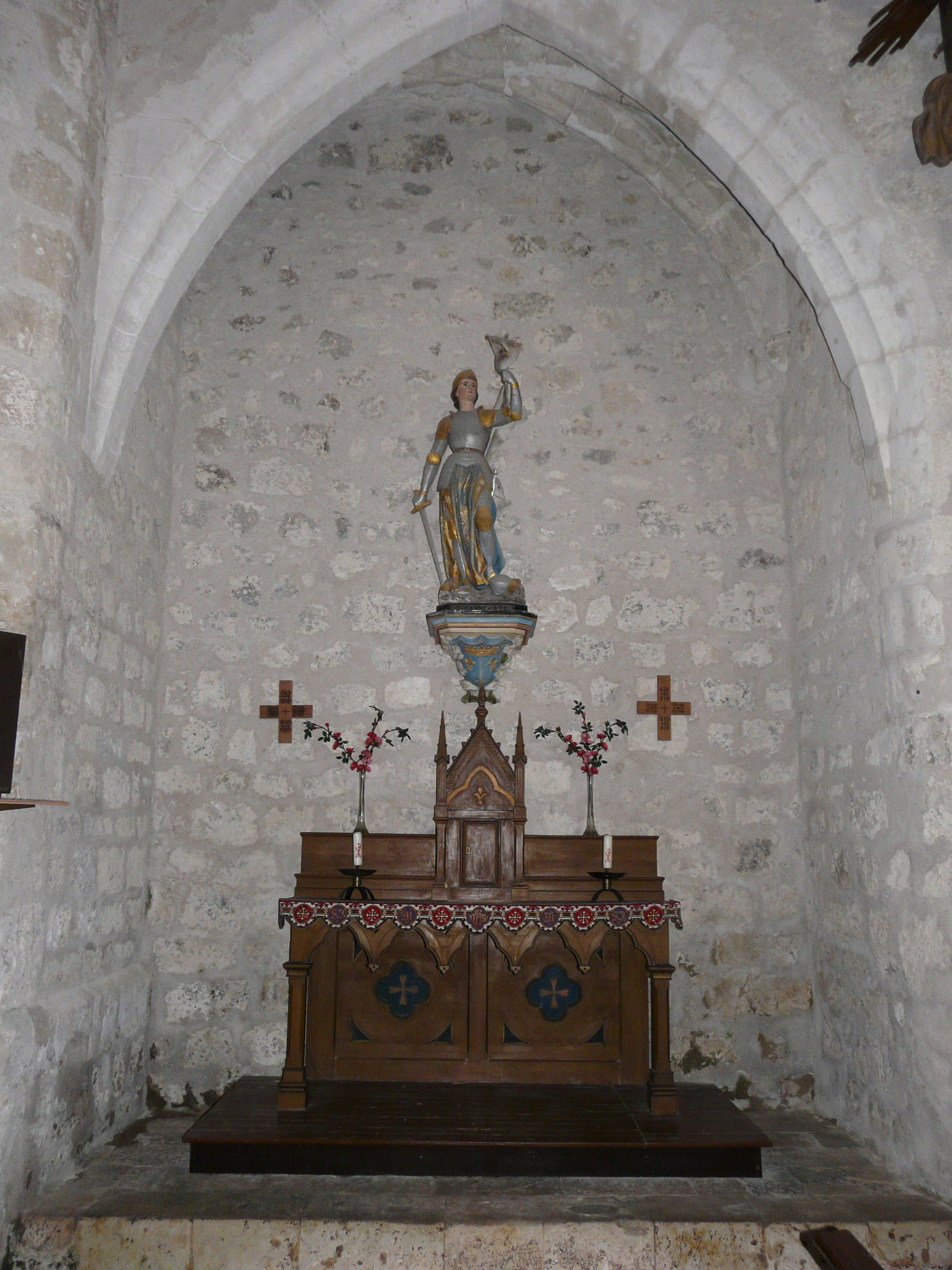
Chapelle latérale dédiée à Jeanne d'Arc.
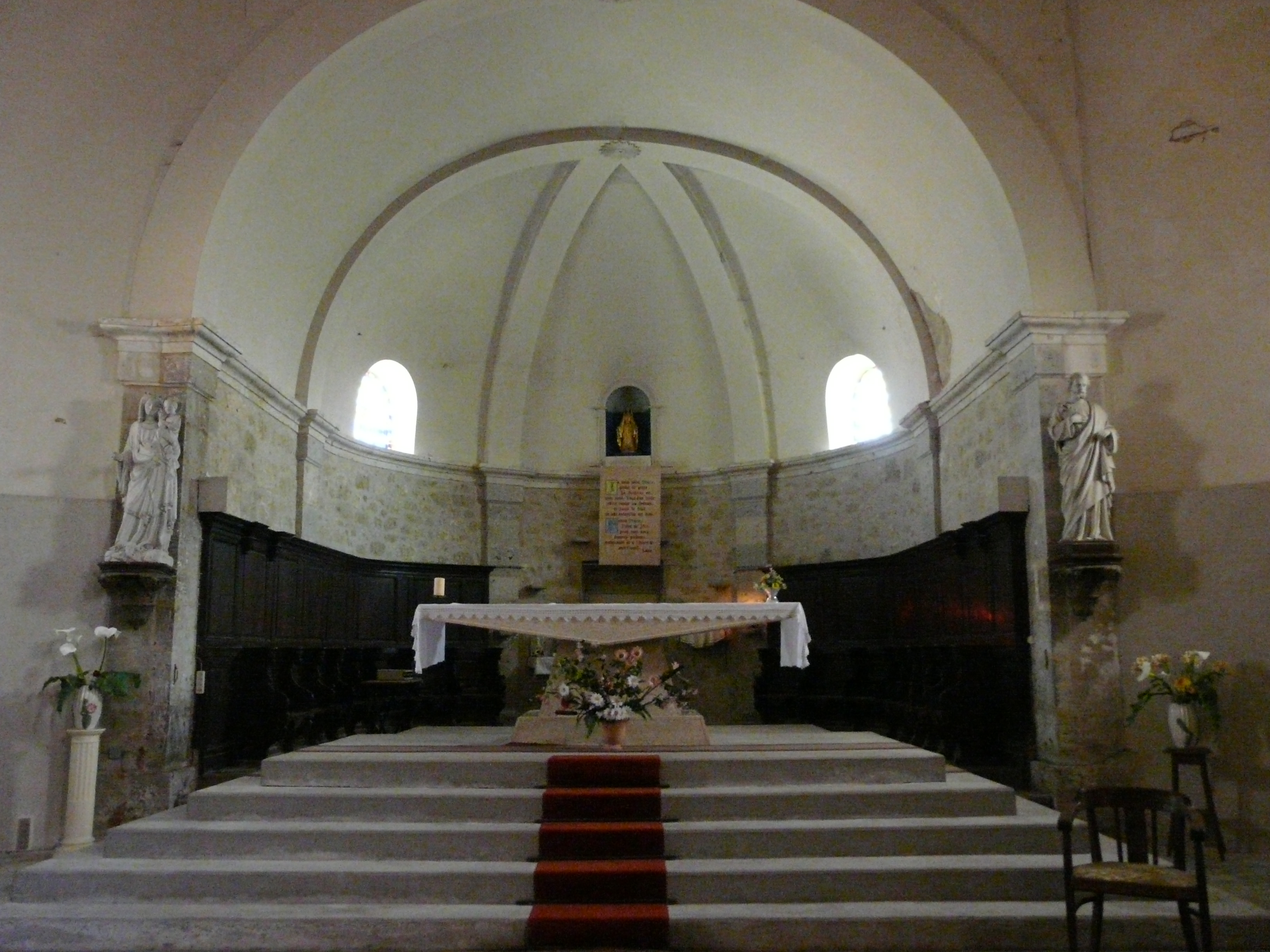
Le chœur.

## Mobilier
Des stalles en bois des XVIIIe et XIXe siècles sont installées de part et d'autre du chœur et un banc d'œuvre longe le mur sud de la nef. Datant du XIXe siècle, une chaire en chêne à double escalier et un crucifix (dont la croix mesure cinq mètres de haut) ornent le mur nord de la nef.
Trois vitraux rappellent les paroisses annexes de Montagnac : Saint-Jean-Baptiste de Lareyre et Saint-Genès qui ont disparu, et Saint-Loup qui existe encore. Le premier est l'œuvre du maître-verrier tourangeau Lux Fournier et les deux autres, réalisés en 1921, celle de l'atelier bordelais de Gustave Pierre Dagrant (décédé en 1915).

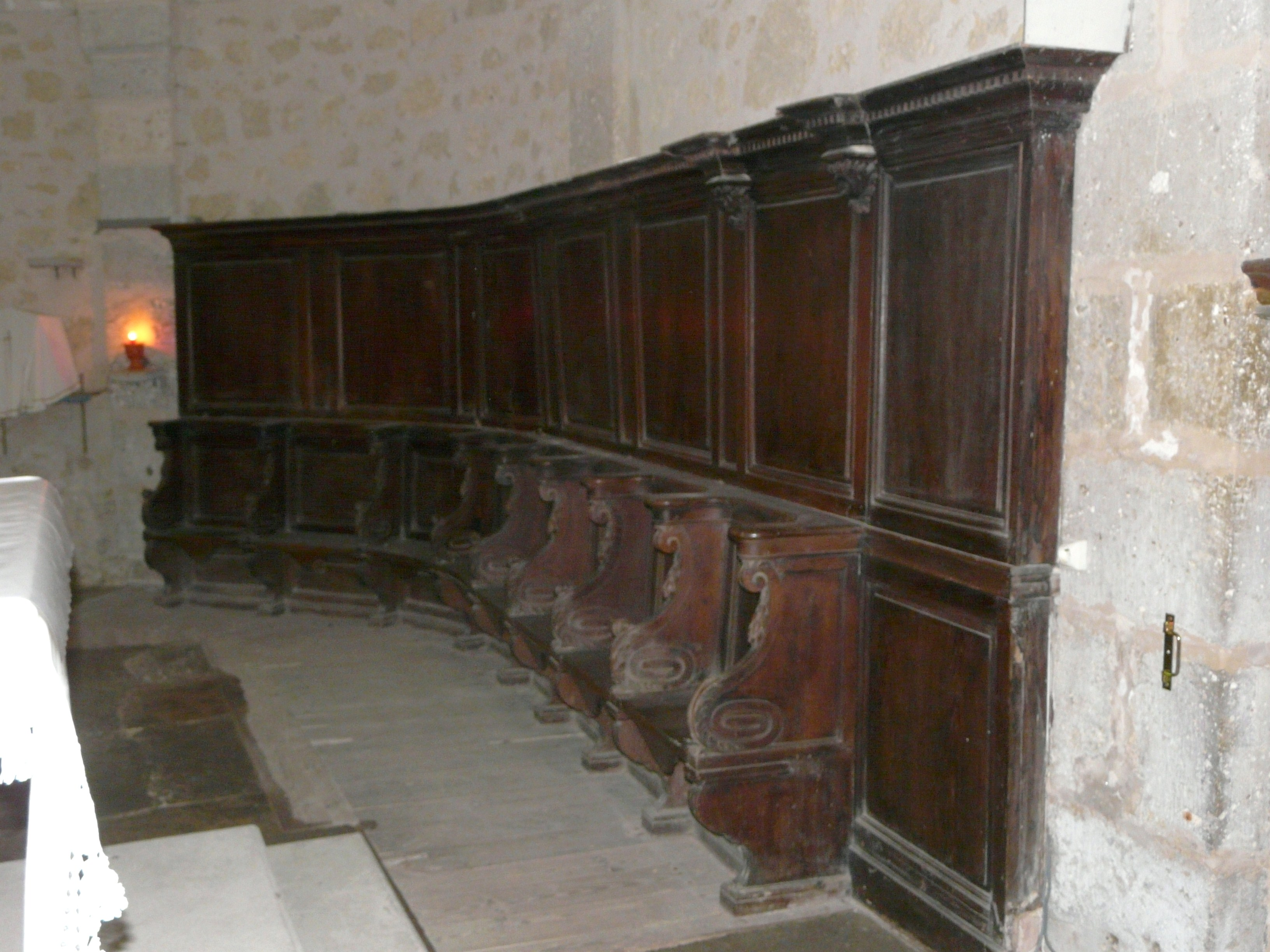
Stalles du chœur.
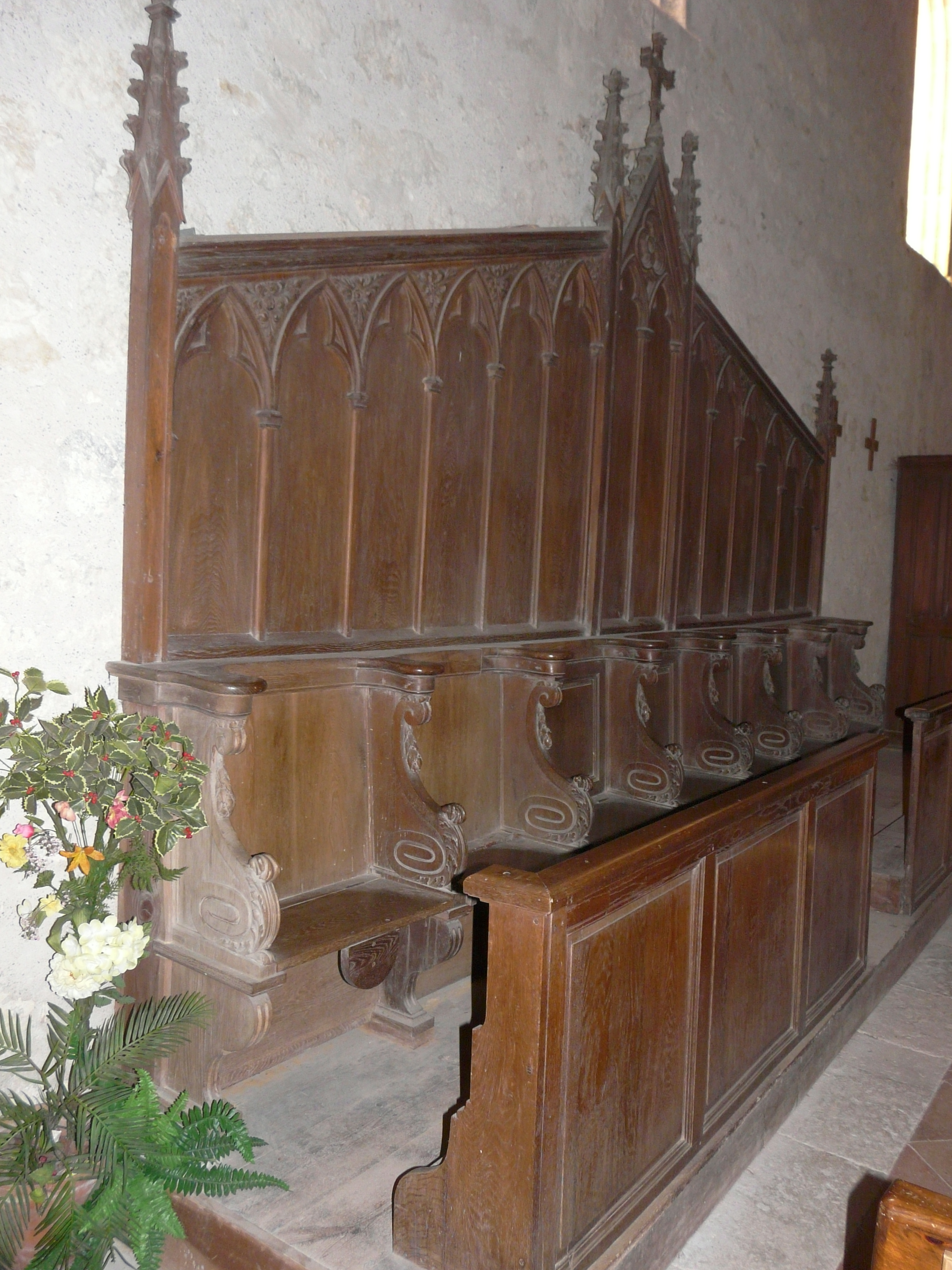
Le banc d'œuvre.
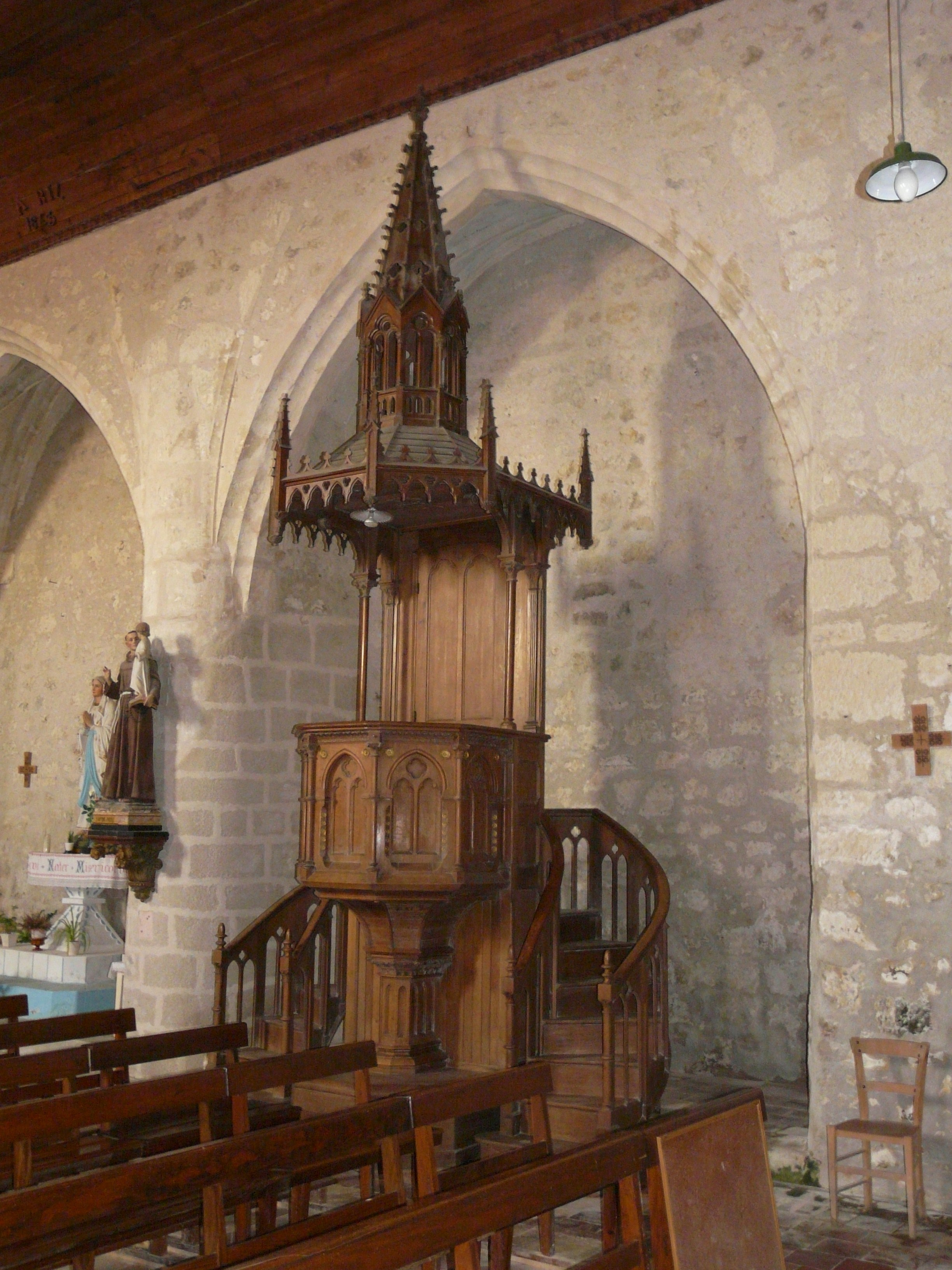
La chaire.
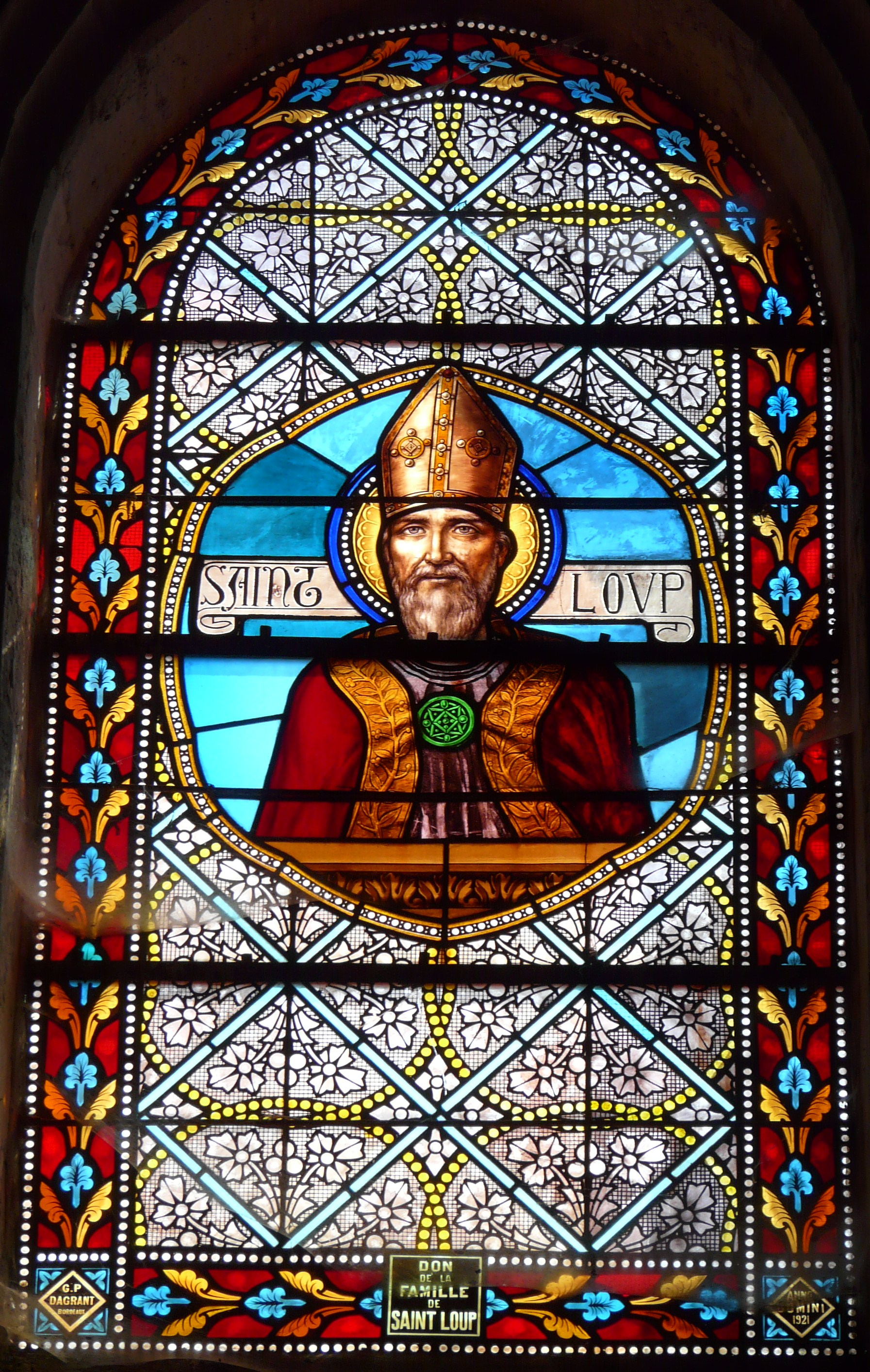
Le vitrail de saint Loup.
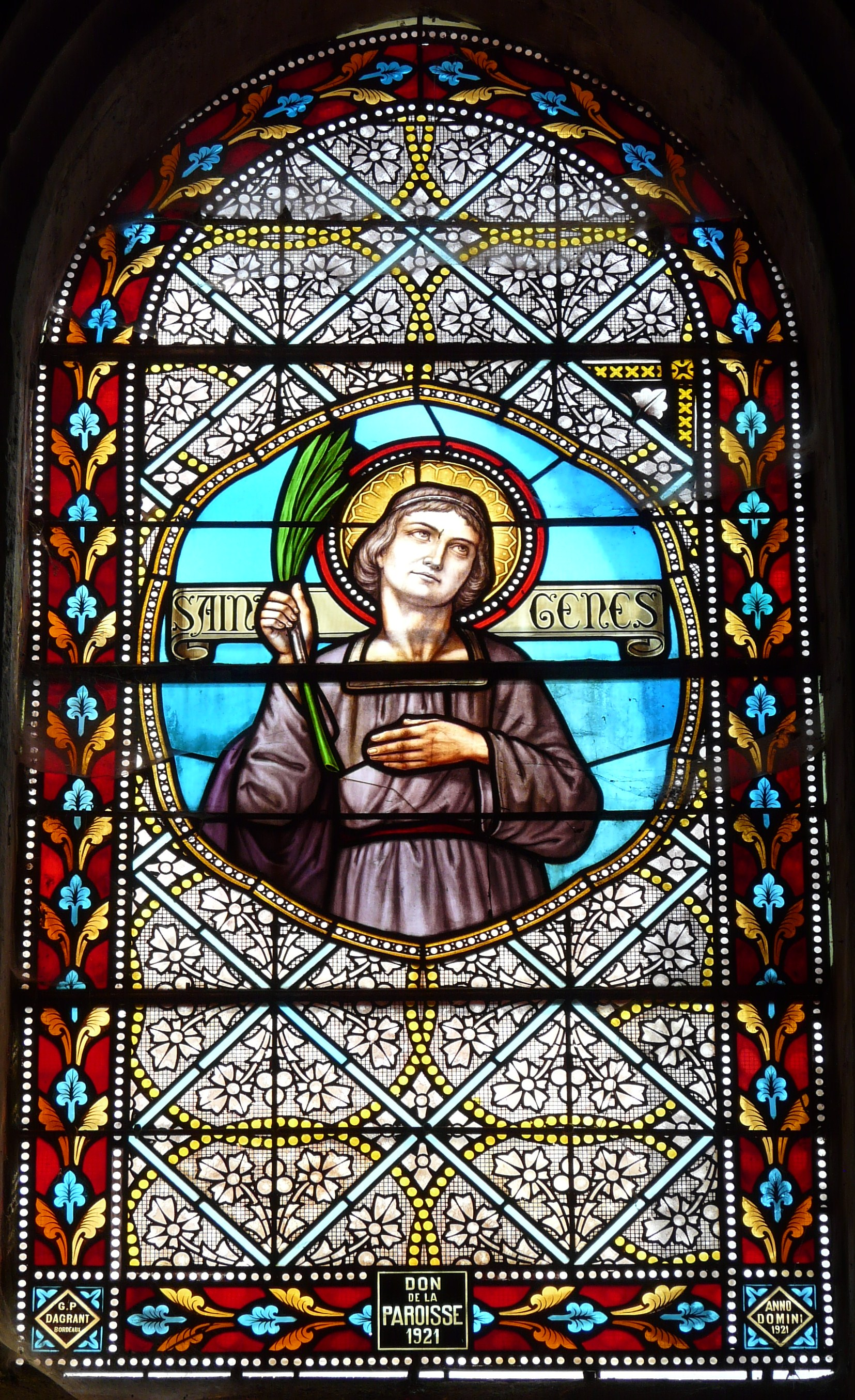
Le vitrail de saint Genès.